# Paramesotriton
Paramesotriton is een geslacht van salamanders uit de familie echte salamanders (Salamandridae). De groep werd voor het eerst wetenschappelijk beschreven door Mangven L. Y. Chang in 1935.
Er zijn veertien soorten, inclusief de pas in 2016 beschreven soort Paramesotriton aurantius. De soorten komen voor in Azië: China, Laos en Vietnam.

## Indeling
Geslacht Paramesotriton
- Soort Paramesotriton aurantius
- Soort Paramesotriton caudopunctatus
- Soort Paramesotriton chinensis
- Soort Paramesotriton deloustali
- Soort Paramesotriton fuzhongensis
- Soort Paramesotriton guangxiensis
- Soort Paramesotriton hongkongensis
- Soort Paramesotriton labiatus
- Soort Paramesotriton longliensis
- Soort Paramesotriton maolanensis
- Soort Paramesotriton qixilingensis
- Soort Paramesotriton wulingensis
- Soort Paramesotriton yunwuensis
- Soort Paramesotriton zhijinensis